# 로런 라일
로런 라일(Lauren Lyle, 1993년 7월 12일 ~ )는 스코틀랜드의 배우이다.